# Dłutowo
Dłutowo – wieś sołecka w Polsce, położona w województwie mazowieckim, w powiecie płońskim, w gminie Naruszewo.
W latach 1975–1998 miejscowość należała administracyjnie do województwa ciechanowskiego.